# Alagoas Brancas
Alagoas Brancas é o nome dado a uma pequena zona húmida sazonal localizada junto à cidade de Lagoa, no Algarve, Portugal. O nome faz referência às grandes massas de flores brancas de Ranunculus que podem ser vistas à superfície durante a primavera. A área é popular entre observadores de aves.

## Geologia
As Alagoas Brancas fazem parte de uma depressão aluvial que se estende a nordeste até os arrozais da Quinta da Vala, no município de Silves. A depressão corta rochas calcárias (calcário, calcarenito) e pode ter se formado originalmente pelo colapso de várias depressões cársticas menores. As Alagoas Brancas ocupam um ponto baixo dentro da depressão e, como resultado, enchem-se de água entre o inverno e a primavera, secando no verão à medida que os níveis de água subterrânea diminuem.

## Conservação
As Alagoas Brancas são o último remanescente da grande zona húmida que deu o nome à cidade de Lagoa. A maior parte da área foi convertida em zona industrial durante o século XX, e o fragmento existente foi programado para construção em 2020, visando a criação de um centro comercial. As escavações iniciais enfrentaram protestos e contestação pública de diversas organizações ambientais e do Movimento Salvar as Alagoas Brancas, um movimento ambiental de moradores locais, que lançou uma petição pública. Após pressão popular, ações legais e a descoberta de comunidades raras de plantas aquáticas, o projeto de construção foi cancelado em 2023. A área foi posteriormente adquirida pelo município de Lagoa em 2024, com apoio de fundos ambientais do Governo Português.